# Millerand-Insel
Die Millerand-Insel ist eine schroffe, hoch aufragende Insel von etwa 4,5 km Durchmesser, die rund 6,5 km südlich des Kap Calmette vor der Fallières-Küste des Grahamlands auf der Antarktischen Halbinsel liegt. Sie erreicht eine Höhe von 969 Metern.
Entdeckt wurde sie bei der Fünften Französischen Antarktisexpedition (1908–1910) unter der Leitung Jean-Baptiste Charcots, der sie vermutlich nach dem französischen Politiker Alexandre Millerand (1859–1943) benannte.